# Kreis Kunhegyes
Der Kreis Kunhegyes (ungarisch Kunhegyesi járás) ist ein Kreis innerhalb des zentralungarischen Komitats Jász-Nagykun-Szolnok. Er grenzt im Westen an den Kreis Szolnok, im Südwesten an den Kreis Törökszentmiklós, im Südosten an den Kreis Karcag und im Nordosten an den Kreis Tiszafüred. Im Nordwesten bildet das Komitat Heves die Grenze.

## Geschichte
Der Kreis wurde Anfang 2013 zur ungarischen Verwaltungsreform neu geschaffen. Das Kleingebiet Tiszafüred (ungarisch Tiszafüredi kistérség) gab 6 seiner 13 Gemeinden im Südwesten an den neuen Kreis ab. Dies entsprach 54,9 % der Fläche und 53,4 % der Bevölkerung des Kleingebiets. Verstärkt wurde der neue Kreis noch durch eine Gemeinde aus dem südlicher gelegenen Kreis Törökszentmiklós.

## Gemeindeübersicht
Der Kreis Kunhegyes hat eine durchschnittliche Gemeindegröße von 2.872 Einwohnern auf einer Fläche von 66,37 Quadratkilometern. Die Bevölkerungsdichte des zweitbevölkerungsärmsten Kreises ist die zweitniedrigste im Komitat. Der Verwaltungssitz befindet sich in der größten Stadt, Kunhegyes, im Südosten des Kreises gelegen.
| Gemeinde        | Status   | Herkunft Kleingebiet | Einwohnerzahl | Einwohnerzahl | Einwohnerzahl | Fläche (km²) | Bevölkerungs- dichte (Ew./km²) |
| Gemeinde        | Status   | Herkunft Kleingebiet | 01.10.2011    | 01.01.2013    | 01.01.2016    | 01.01.2016   | Bevölkerungs- dichte (Ew./km²) |
| --------------- | -------- | -------------------- | ------------- | ------------- | ------------- | ------------ | ------------------------------ |
| Abádszalók      | Stadt    | Tiszafüred           | 4.180         | 4.328         | 4.160         | 132,23       | 31,5                           |
| Kunhegyes       | Stadt    | Tiszafüred           | 7.704         | 7.748         | 7.645         | 148,93       | 51,3                           |
| Tiszabő         | Gemeinde | Törökszentmiklós     | 1.983         | 2.095         | 2.100         | 35,04        | 59,9                           |
| Tiszabura       | Gemeinde | Tiszafüred           | 2.895         | 2.933         | 2.970         | 45,20        | 65,7                           |
| Tiszagyenda     | Gemeinde | Tiszafüred           | 998           | 1.020         | 953           | 36,93        | 25,8                           |
| Tiszaroff       | Gemeinde | Tiszafüred           | 1.569         | 1.571         | 1.522         | 52,49        | 29,0                           |
| Tomajmonostora  | Gemeinde | Tiszafüred           | 716           | 739           | 756           | 13,76        | 54,9                           |
| Kreis Kunhegyes |          |                      | 20.045        | 20.434        | 20.106        | 464,58       | 43,3                           |